# 46-та стрілецька дивізія (РСЧА)
46-та стрілецька дивізія — стрілецька дивізія, загальновійськове з'єднання РСЧА РРФСР у період Громадянської війни.
Повне найменування — 46-та Катеринославська стрілецька дивізія (стрілецька бригада).

## Історія

### Започаткування дивізії
46-та дивізія сформована в 16 червня 1919 року наказом 12-ї армії № 2 з частин 2-ї Української радянської дивізії, окремої стрілецької бригади Філіппова та окремої стрілецької бригади Богунського.

### Бойова діяльність дивізії
46-та дивізія вела бої з військами Денікіна в районі міст Полтава, Батурин, Путивль (червень — серпень 1919), брала участь у захопленні міста Суми (вересень 1919 року), брала участь у наступальних операціях Південного фронту: Орловсько-Курської (11 жовтня — 18 листопада 1919 року) (оборона рубежу на річці Десна, в районі сел. Сосниця, Розльоти, визволення міст Севськ, Дмитрівськ, Ворожба, Льгов), Харківській (24 листопада — 12 грудня 1919) (наступальні бої в районі міст Суджа, Грайворон, з метою захоплення Харкова).
Дивізія брала участь у наступі у напрямку ст. Лозова, Чапліна, Ногайськ, Бердянськ, Мелітополь (січень 1920), в обороні району Каховка-Нікополь на лівому березі Дніпра (січень 1920), в наступальних боях проти Кримського корпусу ЗСПР генерала Слащова у районі Перекопського перешийка та Чонгарського півострова (січень — квітень 1920), у ліквідації десанту противника у районі м. Мелітополя (квітень — червень 1920), у боях під час відходу на межу ст. Великий Токмак, річка Молочна, місто Оріхів (липень — серпень 1920), при заволодінні ст. Синельникове (вересень 1920), при занятті Нікопольського плацдарму на лівому березі Дніпра (жовтень 1920), в Перекопсько-Чонгарській операції (7-17 листопада 1920) — вихід до Чонгарського перешийка, захоплення ст. Джанкой.
З грудня 1920 року по квітень 1921 року бригада охороняла узбережжя Кримського півострова на ділянці Алушта-Євпаторія, брала участь у ліквідації банд на півострові.

### Переформування
13 грудня 1920 року згідно з наказом РВРР № 2797/559 дивізія отримала найменування: 46-та Катеринославська стрілецька дивізія.
26 квітня 1921 року за наказом військ Харківського військового округу № 225 дивізія була зведена в 46-ту окрему Катеринославську стрілецьку бригаду.
5 червня 1921 року наказом командувача Військами України та Криму № 724/284 перейменована в 8-му окрему стрілецьку бригаду і включена до складу 3-ї Казанської стрілецької дивізії.

## Начальники (командири) дивізії

### Командири
- Ленговський Олександр Миколайович (24 червня — 16 листопада 1919),
- Ейдеман Роберт Петрович (16 листопада 1919 — 2 квітня 1920),
- Саблін Юрій Володимирович (2 квітня — 14 червня 1920),
- Федько Іван Федорович (14 червня — 14 грудня 1920)
- Грушецький Владислав Флоріанович (14 грудня 1920 — 26 квітня 1921).

### Військові комісари
- Мінц Ісак Ізраїльович (24 червня — липень 1919),
- Мехліс Лев Захарович (липень 1919 — 17 квітня 1920; 13 вересня — 12 грудня 1920),
- Берсенєв (Берсень) (18 квітня — 8 серпня 1920),
- Соловйов (8 серпня — 13 вересня 1920),
- Г. Т. Таран (18 грудня 1920 — 26 квітня 1921).

## Підпорядкування
- 12-та армія (червень — липень 1919),
- 14-та армія (серпень 1919 — січень 1920),
- 13-та армія (січень — жовтень 1920),
- 2-га Кінна армія (в оперативному підпорядкуванні, жовтень 1920),
- 4-та армія (листопад 1920 — березень 1921),
- Харківський військовий округ (з квітня 1921 року).